# Alfons Heitmann
Alfons Heitmann (* 18. August 1926; † 14. Februar 2012) war ein deutscher Fußballspieler, welcher in der damals erstklassigen Fußball-Oberliga Nord insgesamt 223 Ligaspiele mit 53 Toren für die Vereine FC St. Pauli (30/8), Eimsbütteler TV (86/22) und VfR Neumünster (107/23) von 1951 bis 1962 überwiegend als Stürmer im damaligen WM-System absolviert hat.

## Laufbahn

### Jugend und Beginn in der Oberliga, bis 1953
Der vom Hinschenfelder FC gekommene Angreifer Alfons Heitmann belegte mit SC Union 03 Altona in der Saison 1950/51 den 3. Rang in der Amateurliga Hamburg und hatte dabei 22 Tore erzielt. Durch seine Leistungen und Trefferquote bekam er vom Vizemeister der Oberliga Nord, dem FC St. Pauli, zur Saison 1951/52 ein Angebot und wechselte in das Vertragsspielerlager des Kiezclubs vom Heiligengeistfeld. Die Ära der Wunderelf der Braun-Weißen war aber vorüber; St. Pauli war zukünftig kein ernsthafter Gegner des Hamburgers SV mehr im Rennen um die Meisterschaft in der Oberliga Nord. Unter Trainer Walter Risse debütierte Heitmann am 28. August 1951 bei einem 1:1-Heimremis gegen Holstein Kiel auf Linksaußen im damaligen WM-System, in der Oberliga Nord und konnte sich sogleich als Torschütze auszeichnen. Mit einem 13:1-Punktestand startete die neue Mannschaft von Heitmann in die Runde und beim 4:1-Heimerfolg am 6. November 1951 gegen Bremerhaven 93 erzielte der Linksaußen zwei Treffer. Im weiteren Rundenverlauf konnte er sich aber gegen die interne Offensivkonkurrenz um Gustav-Adolf Wöhler, Hans Sump, Alfred Boller (28 Tore), Otmar Sommerfeld und Alfred Beck keinen Stammplatz sichern und hatte am Rundenende 12 Ligaeinsätze mit sechs Toren vorzuweisen. St. Pauli belegte den 3. Rang. Als er in seiner zweiten Saison, 1952/53, seine persönliche Bilanz auf 18 Ligaeinsätze mit zwei Treffern ausbauen konnte, ging es mit St. Pauli aber massiv in der Tabelle nach unten. Ab Oktober 1952 übernahm Heinz Hempel das Traineramt und die Millerntorelf belegte am Rundenende mit Spielern wie Torhüter Harry Wunstorf, Reinhold Ertel, Beck, Boller, Alfred Brüggen, Sommerfeld und Harald Stender den 9. Rang. Nach zwei Runden bei St. Pauli schloss sich Heitmann zur Saison 1953/54 dem Lokalrivalen Eimsbütteler TV an.

### Eimsbüttel und Neumünster, 1953 bis 1962
Bei der Mannschaft vom ETV-Tribünensportplatz am Lokstedter Steindamm traf Heitmann wieder auf Trainer Walter Risse unter dem er 1951 in der Oberliga Nord debütiert hatte. Heitmann spielte eine ausgezeichnete Runde und der ETV belegte den 8. Rang. Der neue Angreifer hatte 30 Ligaspiele absolviert und mit 13 Treffern die interne Torschützenliste vor Rolf Rohrberg (9) und Albert Wullenweber mit sieben Treffern angeführt. Beim 6:1-Heimerfolg am 7. Februar 1954 gegen den VfB Lübeck glückten ihm als Mittelstürmer vier Treffer. Beim 3:2-Auswärtserfolg am 21. März 1954 beim Hamburger SV konnte er auch einen Treffer beisteuern.
In seinem zweiten ETV-Jahr, 1954/55, musste er mehrmals in der Verteidigung aushelfen und verzeichnete somit 29 Ligaeinsätze mit fünf Treffern. Als Eimsbüttel am 12. September 1954 mit 2:8 beim VfL Osnabrück untergegangen war, hatte Heitmann beide ETV-Treffer erzielt. Beim letzten Sonntagsvormittags-Spiel am Rothenbaum am 7. November 1954, bei einer 3:5-Niederlage gegen die Rothosen des HSV stürmte er auf Linksaußen. Am Ende von 90 turbulenten Minuten hat der HSV 5:3 gewonnen – und eine lieb gewonnene Tradition verloren. Wegen der Störung des Gottesdienstes müssen die Rautenträger ihre Heimspiele künftig nachmittags austragen.
Die 50. Saison der Eimsbütteler Fußballer, 1955/56, ist zugleich ihre letzte in der höchsten Spielklasse. Ab dem dritten Spieltag steht der ETV mit dem Rücken zur Wand, nur sporadisch wird der letzte Tabellenplatz verlassen. Nach acht Spielen hatte das Team von Trainer Heinz Werner indiskutable 2:14 Punkte auf dem Konto. Die Brüder Karl-Heinz und Kurt Manja, Theo Uppenkamp und Günther Sell hatten den Zenit ihres Könnens überschritten und zollten dem Alter Tribut. Das letzte Spiel in der Oberliga gegen den Hamburger SV verlor die Mannschaft mit Linksaußen Heitmann am 4. März 1956 mit 2:9 Toren. Eimsbüttel steigt mit 17:43 Punkten als Tabellenletzter in das Amateurlager ab; Heitmann war nochmals in 27 Ligaspielen aufgelaufen und hatte vier Tore erzielt. Nach 86 Ligaspielen mit 22 Toren nahm er zur Saison 1956/57 das Angebot des VfR Neumünster an und wechselte in die „Pferdestadt“ an der Schwale.
In Neumünster spielt der 30-Jährige 1956/57 eine ausgezeichnete Runde bei den Lila-Weißen: Er bestreitet unter Trainer Hans Appel alle 30 Ligaspiele und erzielt beim Erreichen des 8. Ranges im Norden, sieben Tore. Die erfolgreichste Runde von Neumünster in der Oberliga Nord erlebte der Routinier 1958/59 mit 23 Ligaeinsätzen und 13 Toren. Vor der Runde war Heinz Lucas von Wacker 04 Berlin als Nachfolger von „Hänschen“ Appel als neuer Trainer gekommen. Fortan beobachtete man beim VfR-Team einen Wandel von kraftvollem zu technischem Fußballspiel. In der Hinrunde ragte das Heimspiel am 24. August 1958 mit einem 2:1-Sieg gegen den Serienmeister Hamburger SV dabei heraus. Heitmann erzielte in der 47. Minute den Siegtreffer an der heimischen Geerdtstraße für den Gastgeber. Die Leistungsverbesserung zeigte sich aber in der Hinrunde noch nicht durch einen besonders guten Tabellenstand: Nach 15 Hinrundenspielen hatten die Mannen um Torhüter Günter Lipp, die Verteidiger Gerhard Matthes und Jonni Schmuck, mit den Läufern Erwin Schlesinger, Heinz Hartleib und Werner Kusch sowie den Angreifern Hans-Georg Bruhn, Günter Meß, Dezsö Orban, Adolf Wagner und Alfons Heitmann lediglich 14:16 Punkte vorzuweisen und standen damit auf dem 11. Rang. In der Rückrunde verlor Neumünster lediglich noch die zwei Spiele gegen Meister HSV (0:2) und Vizemeister Hannover 96 (0:1), gewannen aber dagegen neun Spiele und kamen auf das Rückrundenergebnis von 22:8 Punkten. Der 32-jährige Angreifer Heitmann hatte insbesondere bei den Spielen gegen Bremerhaven 93 (3:1) und VfL Wolfsburg (4:0) besonders gelungene Auftritte: In beiden Spielen zeichnete er sich als dreifacher Torschütze aus. Neumünster erspielte sich durch die herausragende Rückrunde noch den 3. Rang, und das mit einem Torverhältnis von 47:39. Der Meister HSV hatte 98, Vizemeister Hannover 96 89 Tore erzielt. Die Defensive von Neumünster hatte ganz wesentlich zum Erfolg beigetragen und im Angriff waren VfR-Oberligarekordspieler Meß und Heitmann mit jeweils 13 Treffern die erfolgreichsten Torschützen.
Sie residierten zu dieser Zeit noch im Hotel Kaiserecke am Bahnhof, hier gab es Umkleideplätze im Keller und in der Gaststätte Platz, die Gemeinschaft zu pflegen.
Nach der Spielerkarriere übte Heitmann auch das Traineramt bei den Amateuren der Rasensportler aus und von 1967 bis 1970 bei der Ligamannschaft in der Landesliga.